# Shromáždění v Seneca Falls

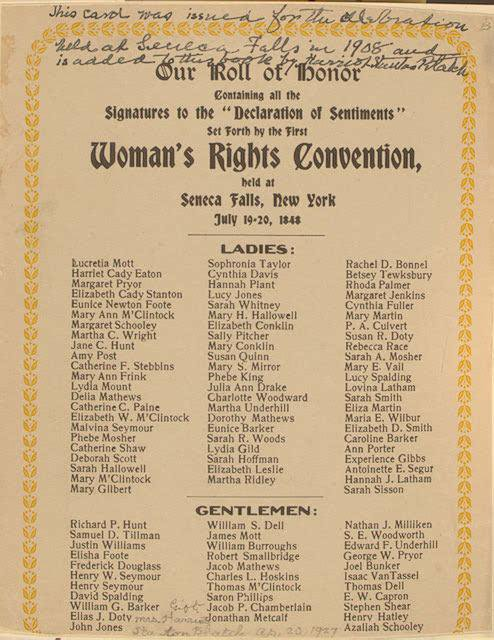
Podepsaní na Deklaraci práv a postojů

Shromáždění v Seneca Falls bylo první shromáždění na podporu ženských práv. Pořadatelé uváděli, že se jedná o „shromáždění za účelem diskuze o sociálním, občanském a náboženském postavení žen a jejich právech”. Shromáždění se konalo ve Weysleyanské kapli ve městě Seneca Falls ve státě New York ve dnech 19. – 20. července 1848. Přilákalo širokou pozornost a bylo brzy následováno dalšími shromážděními za ženská práva jako bylo Rochesterské shromáždění za práva žen v Rochestru v New Yorku o dva týdny později. V roce 1850 se poprvé konalo každoroční Národní shromáždění za ženská práva ve Worcesteru v Massachusetts.
Setkání organizovaly místní kvakerky, společně s Elizabeth Cady Stanton. Událost naplánovaly během návštěvy Lucretie Mott, která dorazila z Filadelfie. Mott byla kvakerka známá svou výřečností, což bylo u žen (kromě kvakerek) v této době vzácné, protože ženám často nebylo dovolováno mluvit na veřejnosti. Tehdejší postavení žen dobře ilustruje fakt, že žádná z organizátorek se necítila způsobilá shromáždění vést a touto rolí tak byl pověřen Lucretiin manžel James Mott. I při následných shromážděních byli za mluvčí často vybráni muži podporující ženská práva a některé ženy dokonce svoje připomínky k diskutovaným tématům pronášely pouze za zástěnou.
Setkání sestávalo ze šesti zasedání včetně přednášky o právu, humorné prezentace a několika diskuzí o roli ženy ve společnosti. Elizabeth Cady Stanton a kvakerky prezentovaly dva připravené dokumenty – Deklaraci práv a postojů (Declaration of Sentiments) společně se přiloženým seznamem rezolucí, které měly být prodiskutovány a upraveny, než budou předloženy k podpisu. Vášnivá debata se rozproudila ohledně volebního práva žen, přičemž mnozí – včetně Lucretie Mott – naléhali, aby byl tento bod odstraněn, ale Frederick Douglass, který byl jediným afroamerickým účastníkem shromáždění, výmluvně hájil jeho zařazení, a rezoluce o volebním právu tak byla zachována. Přesně 100 z přibližně 300 účastníků dokument podepsalo, většinou se jednalo o ženy.
Shromáždění bylo vnímáno tehdejšími současníky, včetně zúčastněné mluvčí Lucretie Mott, jako jeden z mnoha důležitých kroků v neutuchající snaze žen získat pro sebe větší podíl na občanských i lidských právech, zatímco jiní jej vnímali jako revoluční začátek ženského boje za rovnost. Elizabeth Cady Stanton považovala shromáždění v Seneca Falls za počátek hnutí za volební právo žen. Tento názor byl zopakován v knize History of Woman Suffrage na níž se podílela jako spoluautorka.
Deklarace práv a postojů se dle historičky shromáždění Judith Wellman „stala nejdůležitější faktorem pro šíření zpráv o hnutí za ženská práva v celé zemi v roce 1848 i v budoucnosti”. Na Národním shromáždění za ženská práva v roce 1851 bylo téma ženského volebního práva hlavní zásadou Ženského hnutí ve Spojených státech. Tyto shromáždění se staly každoročními událostmi až do vypuknutí americké občanské války v roce 1861.

## Pozadí
Během desetiletí před rokem 1848 se malý počet žen začal bránit omezením, která na ně společnost kladla. V tomto úsilí jim pomáhalo několik mužů. V roce 1831 začal reverend Charles Grandison Finney povolovat ženám, aby se modlily nahlas na shromážděních mužů a žen. Sufražetka Paulina Wright Davis při vzpomínce na tuto dobu v roce 1870 označila Finneyho rozhodnutí jako počátek amerického ženského reformního hnutí.

### Abolicionistky
Od roku 1832 organizoval abolicionista a novinář William Lloyd Garrison spolky proti otroctví, které podporovaly plnou účast žen. Většina ostatních abolicionistů Garrisonovy myšlenky nepřijala a ti, kteří nebyli ochotni zapojit ženy, se od něj odštěpili a založili jiné abolicionistické spolky. Několik žen se začalo prosazovat jako spisovatelky a řečnice na téma abolice. Ve 30. letech 19. století Lydia Maria Child psala, aby povzbudila ženy k sepsání závěti, a Frances Wright psala knihy o právech žen a sociálních reformách. Koncem 30. let 19. století publikovaly sestry Grimkéovy své názory proti otroctví a začaly vystupovat na smíšených shromážděních mužů a žen pro Garrisonovu Americkou společnost proti otroctví, stejně tak jako Abby Kelley. Ačkoli tyto ženy přednášely především o zlu otroctví, už samotný fakt, že na veřejnosti promlouvala žena, byl pozoruhodným vystoupením ve prospěch ženských práv. Ernestine Rose začala v roce 1836 přednášet skupinám žen na téma „Věda o vládě“, které zahrnovalo i zrovnoprávnění žen.
V roce 1840 se na naléhání Garrisona a Wendella Phillipse vydaly Lucretia Mott a Elizabeth Cady Stanton se svými manželi a tuctem dalších amerických abolicionistů a abolicionistek do Londýna na první světové shromáždění proti otroctví. Očekávali, že Phillipsův návrh, aby se mohly zúčastnit i ženy bude kontroverzní. V Londýně byl návrh po celodenní debatě zamítnut a ženám bylo dovoleno pouze poslouchat z galerie, nesměly mluvit ani hlasovat. Mott a Stanton se v Londýně a na zpáteční cestě spřátelily a společně plánovaly uspořádat vlastní shromáždění na podporu práv žen, odděleně od abolicionistického hnutí a jeho záležitostí. Lucretia Mott se v roce 1842 setkala s Elizabeth Cady Stanton v Bostonu a znovu s ní diskutovala o možnosti svolání shromáždění za práva žen. Ještě jednou spolu hovořily v roce 1847, než se Stanton přestěhovala z Bostonu do Seneca Falls.

### Práva žen
Ve 40. letech 19. století ženy v Americe usilovaly o větší kontrolu nad svými životy. Manželé a otcové řídili životy žen a mnoho dveří bylo ženám zavřeno. Státní zákony a zvykové právo zakazovaly ženám dědit majetek, podepisovat smlouvy, zasedat v porotě a hlasovat ve volbách. Vyhlídky žen na zaměstnání byly mizivé. Mohly očekávat, že získají jen velmi málo pracovních míst ve službách, a za stejnou práci dostávaly přibližně poloviční plat než muži.
V roce 1839 začala novinářka Margaret Fuller v Bostonu pořádat hovory, podobné francouzským salonům, mezi ženami, které měly zájem diskutovat o „velkých otázkách“ svého pohlaví. V roce 1843 Fuller vydala knihu The Great Lawsuit (Velká žaloba), v níž žádala ženy, aby prohlásily, že závisí jen sami na sobě. Jednou z účastnic těhto hovorů byla Sophia Ripley, která v roce 1841 v Massachusetts společně s manželem Georgem Ripleym založila společnost Brook Farm, která se snažila najít způsob, jak by muži a ženy mohli pracovat společně, přičemž ženy by dostávaly stejnou odměnu jako muži. Experiment se nezdařil.
Na podzim roku 1841 přednesla Elizabeth Cady Stanton svůj první veřejný projev na téma hnutí za střídmost před stovkou žen v Seneca Falls. Své přítelkyni Elizabeth J. Neal napsala, že posluchače i sebe dojala k slzám: „Do svého projevu jsem vnesla homeopatickou dávku ženských práv, stejně jako si dávám záležet v mnoha soukromých rozhovorech.“
Ženské skupiny vedené Lucretií Mott a Paulinou Wright Davis pořádaly od roku 1846 veřejná shromáždění ve Filadelfii a široký okruh abolicionistů přátelsky nakloněných ženským právům začal v roce 1847 diskutovat o možnosti uspořádat shromáždění zcela věnované právům pro ženy. V říjnu 1847 přednesla Lucy Stone v kostele svého bratra Bowmana Stonea v Gardner v Massachusetts svůj první veřejný projev na téma práv žen s názvem Provincie žen.

### Politické zisky
Dne 7. dubna 1848 přijalo Newyorské státní shromáždění v reakci na petici občanů, zákon o majetku vdaných žen, který ženám přiznával právo ponechat si majetek, který si přinesly do manželství, a také majetek, který získaly během manželství. Věřitelé nemohli zabavit majetek ženy, aby zaplatili dluhy manžela. Před přijetím tohoto zákona vydali v roce 1846 jeho zastánci brožuru, jejímž autorem byl pravděpodobně soudce John Fine, která se opírala o znalost Deklarace nezávislosti Spojených států amerických a požadovala, „že všichni jsou stvořeni svobodní a rovní...“ a že tato myšlenka by měla platit stejně pro obě pohlaví. „Ženy, stejně jako muži, mají nárok na plné užívání jejích praktických požehnání." Skupina 44 vdaných žen ze západního New Yorku napsala v březnu 1848 shromáždění: „vaše Deklarace nezávislosti prohlašuje, že vlády odvozují svou spravedlivou moc ze souhlasu ovládaných. A protože ženy nikdy nedaly souhlas k této vládě, nebyly v ní zastoupeny ani ji neuznávaly, je zřejmé, že z hlediska spravedlnosti od nich nelze žádat žádnou věrnost ...Protože naše četné a každoroční petice za tento nanejvýš žádoucí cíl nebyly vzaty v úvahu, žádáme nyní vaše ctihodné shromáždění, aby zrušilo všechny zákony, které činí vdané ženy odpovědnějšími za jejich činy než nemluvňata, idioty a blázny.”

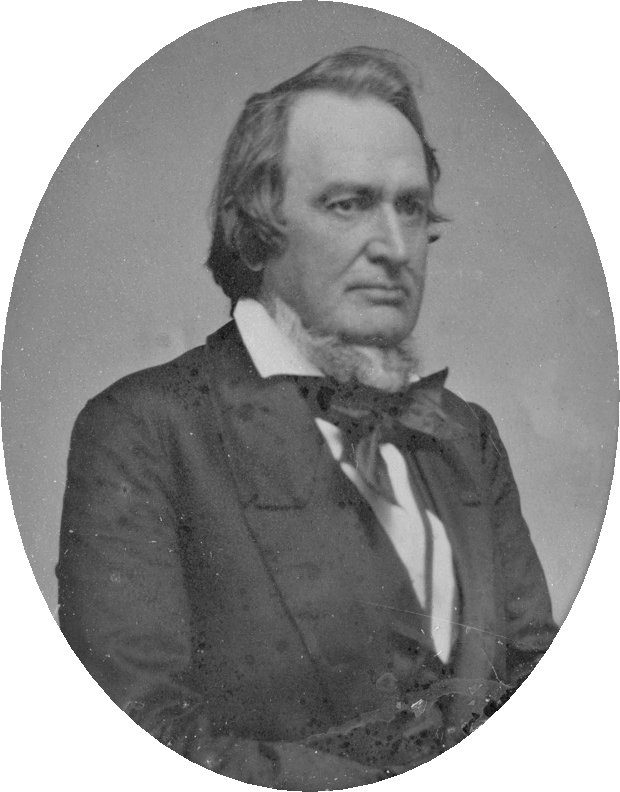
Gerrit Smith zařadil volební právo žen do programu Strany svobody

Stát New York však v tomto případě nebyl průkopníkem. Již v únoru 1839 přijalo Mississippi svůj vlastní zákon o majetku vdaných žen, první státní zákon na světě, který umožňoval vdaným ženám samostatně vlastnit a spravovat majetek. Tento zákon byl rozšířen v letech 1846, 1857, 1868, 1880 a 1890. Generální shromáždění v Pensylvánii přijalo podobný zákon o majetku vdaných žen, který prosazovala Lucretia Mott a další, několik týdnů po New Yorku. Tyto pokrokové státní zákony považovaly americké ženy za znamení nové naděje pro ženská práva.
Dne 2. června 1848 byl v Rochesteru v New Yorku nominován Gerrit Smith na prezidentského kandidáta Strany svobody (Liberty Party). Smith byl bratrancem Elizabeth Cady Stanton z prvního kolena a oba spolu rádi debatovali a diskutovali o politických a sociálních otázkách, kdykoli přijel na návštěvu. Na Národním sjezdu Svobody, který se konal 14. a 15. června v Buffalu, Smith přednesl hlavní projev, do něhož zahrnul požadavek „všeobecného volebního práva v nejširším slova smyslu, kdy ženy i muži mají volební právo.“ Delegáti schválili pasáž svého stranického programu, která se týkala volebního práva pro ženy: „Ani u nás, ani v žádné jiné části světa není dovoleno, aby volební právo přesahovalo rámec jednoho z pohlaví. Toto všeobecné vyloučení ženy ... přesvědčivě dokazuje, že dosud neexistuje ani jeden národ, který by se tak dalece vymanil z barbarství a byl prakticky křesťanský, aby dovolil ženě vystoupit na jednu úroveň lidské rodiny.” Na tomto sjezdu bylo pět hlasů, které vyzývaly k tomu, aby se Lucretia Mott stala Smithovou viceprezidentkou – poprvé ve Spojených státech byla do federální výkonné funkce navržena žena.

### Vliv kvakerů
Mnoho členů Náboženské společnosti přátel, známých jako kvakeři, se usadilo v západní části státu New York, poblíž Seneca Falls. Zvláště pokroková větev žila ve Waterloo a jeho okolí v okrese Seneca ve státě New York. Tito kvakeři usilovali o manželské vztahy, v nichž muži a ženy pracovali a žili v rovnosti.
Manželé Thomas a Mary Ann M'Clintockovi přišli do Waterloo z kvakerské komunity ve Filadelfii. Pronajali si nemovitost od Richarda P. Hunta, bohatého kvakera a podnikatele. Rodiny M'Clintockových a Huntových se stavěly proti otroctví. Obě se účastnily hnutí za svobodnou produkci, bojkotující produkty otrocké práce, a jejich domy sloužily jako stanice podzemní železnice.
Ačkoli kvakerské ženy od 60. let 16. století veřejně kázaly, psaly a vedly a podle tradičních kvakerských zásad si byli muži a ženy rovni, kvakerky se scházely odděleně od mužů, aby projednávaly a rozhodovaly o záležitostech sboru. Ve 40. letech 19. století se někteří hicksitští kvakeři rozhodli, že ženy a muži budou na svých obchodních shromážděních vystupovat společně jako výraz jejich duchovní rovnosti. V červnu 1848 přibližně 200 hicksitů, včetně Huntových a M'Clintockových, vytvořilo ještě radikálnější kvakerskou skupinu, známou jako Roční shromáždění kongregačních přátel neboli Progresivní přátelé (Progressive Friends). Progresivní Přátelé měli v úmyslu dále zvýšit vliv žen na záležitosti víry. Zavedli společná pracovní setkání mužů a žen, čímž ženám poskytli rovnocenné hlasovací právo.

## Plánování

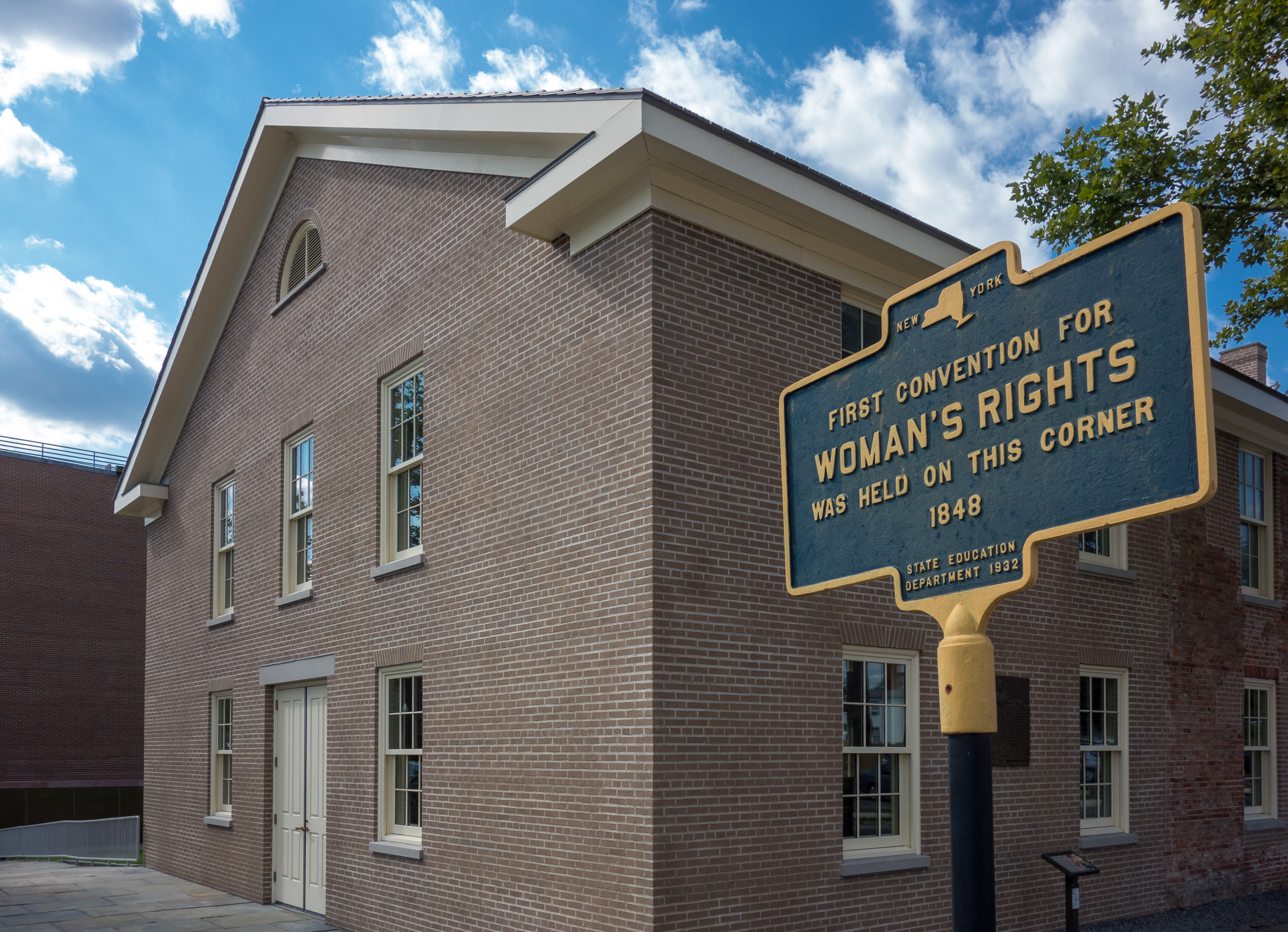
Wesleyanský metodistický kostel v Seneca Falls

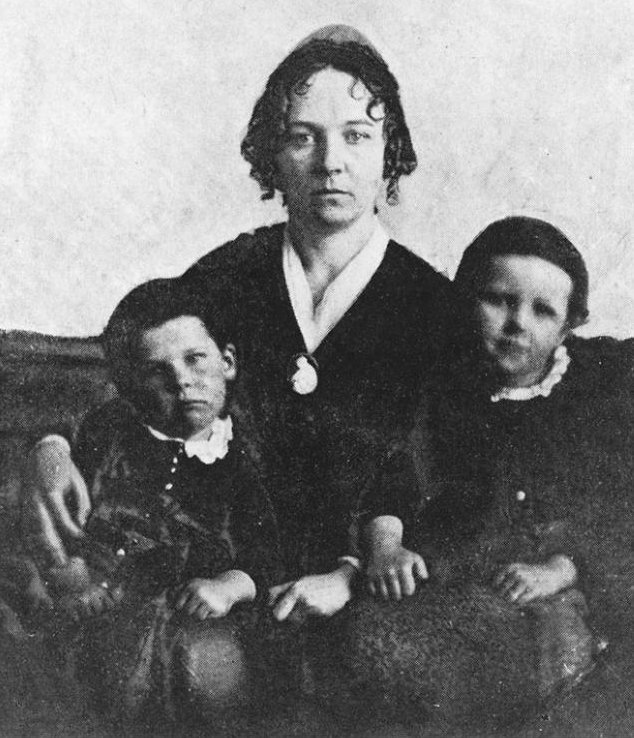
Elizabeth Cady Stanton se svými dvěma syny v roce 1848

Lucretia a James Mottovi navštívili v létě 1848 střední a západní část státu New York. Navštívili rezervaci Cattaraugus národa Seneků, který byl tehdy součástí irokézské konfederace. Ženy tohoto národa se těšily silnému postavení. Mottovi také navštívili bývalé otroky žijící v kanadské provincii Ontario. Lucretia byla přítomna na setkání, na němž Progresivní přátelé opustili hicksitské kvakery. Navštívili také Lucretiinu sestru Marthu Coffin Wright v Auburnu v New Yorku, kde Lucretia kázala vězňům v Auburnské státní věznici. Její řečnické schopnosti a věhlas přitahovaly davy lidí všude, kam přišla.

### Oznámení
Po kvakerské bohoslužbě v neděli 9. července 1848 se Lucretia Mott připojila k Mary Ann M'Clintock a své sestře Marthe Coffin Wright, Elizabeth Cady Stanton a Jane Hunt na čaj v domě Huntových ve Waterloo. Svou matku možná doprovázely i dvě nejstarší dcery M'Clintockových, Elizabeth a Mary Ann ml.. Jane Hunt o dva týdny dříve porodila a starala se o dítě doma. U čaje si Stanton, jediná z přítomných, která nebyla kvakerkou, vylévala celoživotní frustraci a „dlouho se hromadící nespokojenost“ s podřízeným postavením žen ve společnosti. Pět žen se rozhodlo, že v nejbližší době, dokud budou Mottovi v oblasti, uspořádají sjezd za ženská práva. Sepsaly oznámení, které uveřejnily v novinách Seneca County Courier. Oznámení začínalo těmito slovy: „SHROMÁŽDENÍ O ŽENSKÝCH PRÁVECH – Shromáždění k projednání sociálního, občanského a náboženského postavení a práv žen“. V oznámení bylo uvedeno, že na první den jednání 19. července jsou zvány pouze ženy, ale druhý den se mohou zúčastnit jak ženy, tak muži, kteří si mimo jiné vyslechnou projev Lucretie Mott. Poprvé se oznámení objevilo 11. července a čtenářům poskytlo pouhých osm dní před prvním dnem konání shromáždění. Další noviny, jako například North Star Fredericka Douglasse, oznámení převzaly a otiskly jej 14. července. Místem setkání měla být Wesleyanská metodistická kaple v Seneca Falls. Kaple, kterou postavil sbor abolicionistů a částečně financoval Richard Hunt, byla dějištěm mnoha reformních přednášek a byla považována za jedinou velkou budovu v oblasti, která by takovému shromáždění otevřela své dveře.

### Prohlášení, stížnosti, usnesení
V neděli 16. července uspořádali manželé M'Clintockovi ve svém domě ve Waterloo menší plánovací zasedání. Mary Ann M'Clintock a její nejstarší dcery Elizabeth a Mary Ann Jr. s Elizabeth Stanton diskutovaly o složení rezolucí, které budou na shromáždění předloženy ke schválení. Každá z žen se ujistila, že mezi deseti rezolucemi, které sestavily, jsou náležitě zastoupeny jejich zájmy. Dohromady rezoluce požadovaly, aby ženy měly rovnost v rodině, vzdělání, zaměstnání, náboženství a morálce. Jedna z žen M'Clintockových si vybrala Deklaraci nezávislosti z roku 1776 jako vzor pro deklaraci, kterou chtěla na shromáždění vydat. Deklaraci práv a postojů pak sepsaly v salonu na kulatém mahagonovém čajovém stolku se třemi nohami. Elizabeth Stanton změnila několik slov Deklarace nezávislosti, aby byla vhodná pro prohlášení žen, a nahradila „Dějiny současného krále Velké Británie“ slovy „Dějiny lidstva“ jako základ pro „uzurpaci ze strany muže vůči ženě“. „Ženy doplnily slova „a ženy“, aby „... všichni muži a ženy jsou si rovni ...“. Byl sestaven seznam stížností, který tvořil druhou část Deklarace.
Mezi 16. a 19. červencem Elizabeth Stanton doma na svém psacím stole upravovala stížnosti a rezoluce. Henry Brewster Stanton, právník, politik a manžel Elizabeth, pomohl dokument zdůvodnit tím, že vyhledal „výňatky ze zákonů, které nespravedlivě postihují majetkové zájmy žen.“ Stanton sama přidala do seznamu stížností a do rezolucí radikálnější bod: otázku volebního práva žen. Ke stížnostem přidala „nikdy jí nedovolil uplatnit její nezadatelné právo na volební právo“ a k postojům přidala větu o tom, že muž zbavuje ženu „volebního práva, čímž ji ponechává bez zastoupení v zákonodárných síních..“. Stanton pak přepsala Deklaraci a rezoluce do konečné podoby návrhu, aby je mohla předložit na shromáždění. Když Henry Stanton uviděl dodatek o volebním právu žen, varoval svou ženu: „Uděláš z jednání frašku.“ Stejně jako většina mužů té doby nebyl pro to, aby ženy získaly volební právo. Protože měl v úmyslu kandidovat na volitelný úřad, opustil Seneca Falls, aby se vyhnul spojení se shromážděním propagujícím tak nepopulární věc. Elizabeth Cady Stanton požádala svou sestru Harriet Cady Eaton, aby ji doprovodila. Eaton přivedla svého malého syna Daniela.
Dne 16. července poslala Lucretia Mott Elizabeth Stanton dopis, v němž se předem omlouvala za to, že se James Mott nebude moci zúčastnit prvního dne, protože se necítí „docela dobře“. Lucretia Mott napsala, že přivede svou sestru Marthu Wright, a že se obě ženy zúčastní obou dnů sjezdu.

## První den

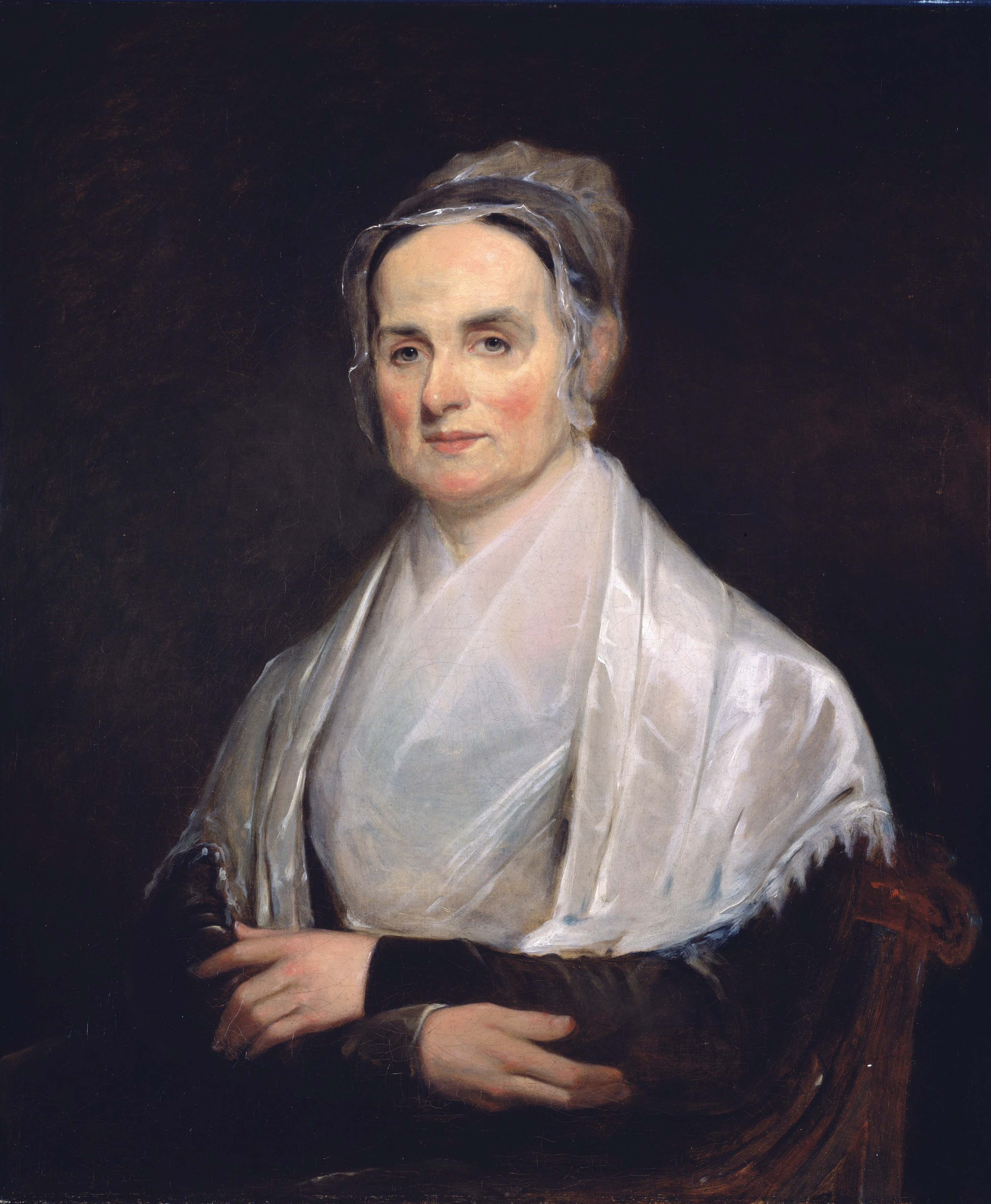
Lucretia Mott na olejomalbě od Josepha Kylea (1842)

Dne 19. července 1848, ráno prvního dne kdy se konalo shromáždění, dorazil organizační výbor krátce před desátou hodinou do Wesleyanské kaple. Byl horký slunečný den a před kostelem již čekal shromážděný dav u zamčených dveří – což byl přehlížený detail. Mladý synovec Elizabeth Cady Stanon, Daniel, byl vyzdvižen otevřeným oknem, aby mohl dveře zevnitř odemknout. Přestože první zasedání bylo ohlášeno jako výlučně pro ženy, některé ženy přivedly své malé děti a zúčastnit se chtělo i přibližně 40 mužů. Muži nebyli odmítnuti, ale byli požádáni, aby mlčeli. Dvaceti šestiletá Mary Ann M'Clintock ml. byla jmenována sekretářkou s úkolem pořizovat zápis.

### Ranní zasedání
V 11 hodin promluvila nejprve Elizabeth Cady Stanton, která vyzvala každou ženu v publiku, aby přijala odpovědnost za svůj život a „pochopila výšku, hloubku, délku a šířku své vlastní degradace“. Poté promluvila Lucretia Mott, která všechny povzbudila, aby se zapojili do akce. Stanton přečetla celou Deklaraci práv a postojů a pak znovu přečetla každý odstavec, aby mohl být podrobně projednán a aby mohly být zapracovány změny. Diskutovalo se o tom, zda se budou pod Deklaraci připojovat i podpisy mužů. Hlasování vypadalo pro zahrnutí mužů příznivě, ale návrh byl odložen na následující den, kdy se mohli sami muži zúčastnit. První zasedání bylo přerušeno ve 14:30.

### Odpolední zasedání
Po přestávce na občerstvení v panujícím 32 °C vedru, začalo odpolední zasedání, na kterém promluvila Elizabeth Cady Stanton a poté Lucretia Mott. Znovu byla přečtena Deklarace práv a postojů a byly v ní provedeny další změny. Nahlas byly přečteny a projednány rezoluce, kterých bylo nyní jedenáct s dodatkem od Stanton o volebním právu žen. Lucretia Mott přečetla vtipný novinový článek, který napsala její sestra Martha Wright, která se v něm se ptala, proč poté, co přepracovaná matka splnila nesčetné každodenní úkoly, které se vyžadovaly od ní, nikoli od jejího manžela, je to právě ona, komu jsou „tak hojně udělovány písemné rady“. Dvaceti sedmiletá Elizabeth W. M'Clintock poté přednesla svůj projev a jednání prvního dne bylo ukončeno. 

### Večerní projev
Večer bylo shromáždění otevřeno všem zájemcům a Lucretia Mott promluvila k početnému publiku. Hovořila o pokroku jiných reformních hnutí, a tak posluchačům přiblížila sociální a morální souvislosti boje za práva žen. Požádala přítomné muže, aby pomohli ženám získat rovnoprávnost, kterou si zaslouží. Redaktor listu National Reformer z Auburn ve státě New York uvedl, že nečekaný večerní projev Lucretie Mott byl „jedním z nejvýmluvnějších, nejlogičtějších a nejfilozofičtějších projevů, které jsme kdy vyslechli“.

## Druhý den
Druhý den dorazilo více lidí, včetně většího počtu mužů. Novinářka a aktivistka za střídmost Amelia Bloomer dorazila pozdě a zaujala místo na galerii v horním patře, protože v hlavní části sálu již nebylo místo. James Mott byl již natolik zdráv, že se mohl zúčastnit, a předsedal rannímu shromáždění, protože představa, že by žena vedla shromáždění mužů a žen, stále působilo jako příliš radikální představa.

### Ranní zasedání, druhý den
Poté, co Mott zahájil zasedání, byl přečten zápis z předchozího dne a Elizabeth Cady Stanton přednesla Deklaraci práv a postojů. Na základě stížnosti „Vzal jí veškeré právo na majetek, dokonce i na mzdu, kterou vydělává“, vystoupil poslanec Ansel Bascom a řekl, že byl nedávno na zasedání státu New York, které přijalo zákon o majetku vdané ženy. Bascom dlouze hovořil o majetkových právech, která zajišťoval vdaným ženám, včetně majetku nabytého po svatbě. Následovala další diskuse o deklaraci, včetně připomínek Fredericka Douglasse, Thomase a Mary Ann M'Clintockových a Amy Post. Dokument byl přijat jednomyslně. Otázka podpisů mužů byla vyřešena tím, že byly vytvořeny dvě sekce podpisů – jedna pro ženy a druhá pro muže. Deklaraci práv a postojů podepsalo 100 z 300 přítomných, z toho 68 žen a 32 mužů. Amelia Bloomer byla jednou z účastnic, které deklaraci nepodpořily – v té době se věnovala abstinentnímu hnutí. Ansel Bascom byl nejvýraznějším účastníkem, který se rozhodl deklaraci nepodepsat. National Reformer uvedl, že ti z přítomných, kteří zřejmě považovali Deklaraci za „příliš odvážnou a ultra“, včetně právníků, o nichž bylo známo, že jsou proti rovnoprávnosti žen, „nedokázali vyvolat žádný odpor, to až následně v sousedním baru“.

### Odpolední zasedání, druhý den

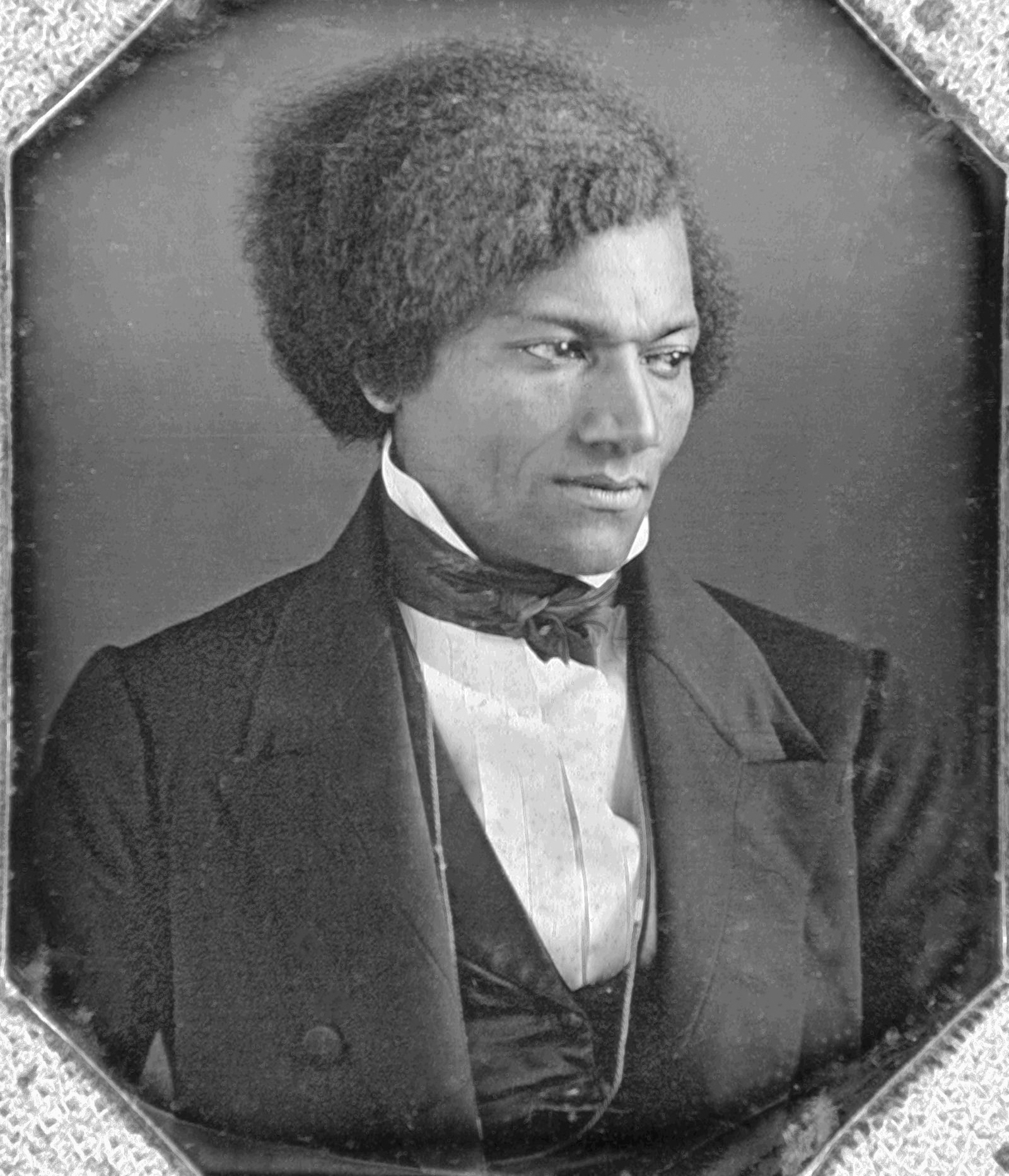
Frederick Douglass vystoupil, aby se zastal volebního práva žen.

Na odpoledním zasedání bylo znovu přečteno jedenáct rezolucí a o každé se hlasovalo zvlášť. Jediná rezoluce, která byla podstatně zpochybněna, byla devátá, kterou Stanton přidala, a která se týkala volebního práva žen. Zněla takto:
Usneseno, že je povinností žen této země zajistit si svaté právo na volební právo.
Ti, kdo byli proti této rezoluci, argumentovali, že její přítomnost způsobí, že ostatní, racionálnější rezoluce ztratí podporu. Jiní tvrdili, že by se měla řešit pouze sociální, občanská a náboženská práva žen, nikoliv práva politická. James a Lucretia Mottovi byli proti této rezoluci. Lucretia řekla Elizabeth Stanton: „Proč, Lizzie, ty nás zesměšníš.„ Stanton hájila zahrnutí bodu volebního práva žen s tím, že ženy pak budou moci ovlivnit budoucí legislativu a získat další práva. Frederick Douglass, jediný Afroameričan na shromáždění, vystoupil a výmluvně se vyslovil pro. Řekl, že sám jako černoch nemůže přijmout volební právo, pokud se ho nebudou moci domáhat i ženy. Douglass předpokládal, že svět bude lepším místem, pokud se ženy zapojí do politické sféry.„ Tímto odepřením práva podílet se na vládě dochází nejen k degradaci ženy a udržování velké nespravedlnosti, ale i k zmrzačení a zavržení poloviny morální a intelektuální síly vlády světa.” Douglassova silná slova zněla v očích mnoha přítomných pravdivě a rezoluce byla schválena velkou většinou hlasů. Na závěr zasedání promluvila Lucretia Mott.

### Večerní zasedání, druhý den
Večernímu zasedání předsedal kvaker Thomas M'Clintock, který ho zahájil v půl osmé. Byl přečten zápis a poté promluvila Elizabeth Stanton na obhajobu mnoha závažných obvinění vznesených proti tolik zneužívaným „pánům tvorstva“. Po Stanton přečetl Thomas M'Clintock několik pasáží ze zákonů sira Williama Blackstona, aby posluchačům odhalil základ současného právního postavení ženy jako otrokyně muže. Lucretia Mott se postavila, aby navrhla další usnesení: „Usneseno, že rychlý úspěch naší věci závisí na horlivém a neúnavném úsilí mužů i žen o svržení monopolu kazatelny a o zajištění rovnoprávné účasti žen s muži v různých řemeslech, profesích a obchodě.” Tato dvanáctá rezoluce byla přijata.
Mary Ann M'Clintock ml. krátce promluvila a vyzvala ženy, aby se probudily z letargie a byly věrné sobě a svému Bohu. Douglass opět povstal, aby promluvil na podporu ženské věci. Lucretia Mott mluvila hodinu a přednesla jeden ze svých „nejkrásnějších a nejoduševnělejších vyzvání“. Ačkoli známost Lucretie Mott jako dobré řečnice přilákala mnoho posluchačů, Mott uznala Elizabeth Cady Stanton a Mary Ann M'Clintock za „hlavní plánovačky a architektky“ shromáždění. Na závěr shromáždění byl jmenován výbor, který měl za úkol editovat a publikovat sborník ze shromáždění. Jeho členy byly Amy Post, Eunice Newton Foote, Mary Ann M'Clintock ml., Elizabeth Wilson M'Clintock a Elizabeth Cady Stanton.

## Po shromáždění

### Reakce v médiích
Zprávu o shromáždění otiskly místní noviny. Některé o něm referovaly pozitivně, jiné ne. National Reformer napsal, že shromáždění „tvoří epochu v pokroku doby; je to první shromáždění tohoto druhu, které se kdy konalo, a jehož vliv nepřestane, dokud ženě nebudou zaručena všechna práva, jichž nyní požívá druhá polovina stvoření – sociální, občanská a politická.“ Novinový plátek Oneida Whig shromáždění neschvaloval a napsal o něm: „Všichni, kdo se zúčastnili shromáždění, se domnívají, že je to pravda: „Tento výpad je nejvíc šokující a nejnepřirozenější událostí, jaká kdy byla v dějinách ženství zaznamenána. Budou-li naše dámy trvat na tom, že budou hlasovat a přijímat zákony, kde, pánové, budou naše večeře a naše lokty? Kde budou naše domácí krby a díry v našich punčochách?”.
Brzy se příběhu ujaly noviny po celé zemi. Reakce se velmi lišily. Massachusettské noviny Lowell Courier zveřejnili názor, že s rovnoprávností žen „pánové musí umývat nádobí, drhnout, napouštět vanu, zacházet se smetákem, zašívat punčochy.“ V St. Louis ve státě Missouri vytrubovaly noviny Daily Reveille, že „na této straně Atlantiku byla podruhé vztyčena vlajka nezávislosti.„ Novinář Horace Greeley pro New York Tribune napsal: „Když je upřímný republikán požádán, aby střízlivě a vážně řekl, jaký adekvátní důvod může uvést, aby odmítl požadavek žen na rovnou účast s muži v politických právech, musí odpovědět: „Žádný. Jakkoli je tento požadavek nemoudrý a chybný, je to jen prosazování přirozeného práva, a to je třeba uznat.“

### Náboženská reakce
Shromáždění v Seneca Falls se zúčastnili někteří duchovní, kteří vedli kongregace v této oblasti, ale nikdo z nich se během zasedání nevyjádřil, a to ani po vyzvání. V neděli 23. července mnozí z těch, kteří se zúčastnili, a ještě více těch, kteří se nezúčastnili, napadli shromáždění, Deklaraci práv a postojů a rezoluce. Ženy z kongregací podávaly zprávy Elizabeth Cady Stanton, která považovala jednání duchovních za zbabělé.

### Další shromáždění
Signatáři Deklaraci práv a postojů doufali, že po jejich shromáždění bude následovat „řada shromáždění, ve všech částích země“. Vzhledem k věhlasu Lucretie Mott, která se již neměla dlouho zdřet ve státě New York, uspořádali někteří účastníci shromáždění v Seneca Falls po dvou týdnech v Rochesterské shromáždění za práva žen, na němž Lucretia Mott vystoupila jako hlavní řečnice. Na rozdíl od shromáždění v Seneca Falls se u shromáždění v Rochesteru rozhodlo pro kontroverzní krok, zvolit za předsedkyni shromáždění Abigail Bush. V následujících dvou letech, v „počátcích hnutí“, byly svolány další lokální a státní shromáždění za práva žen v Ohiu, Indianě a Pensylvánii.
Charlotte Woodward byla jedinou ze všech 100 signatářů, která byla v roce 1920, kdy byl přijat devatenáctý dodatek ústavy Spojených států (umožňující ženám volit), stále naživu. Woodward však již nesloužilo zdraví natolik, aby mohla jít sama volit.

### Upomínky

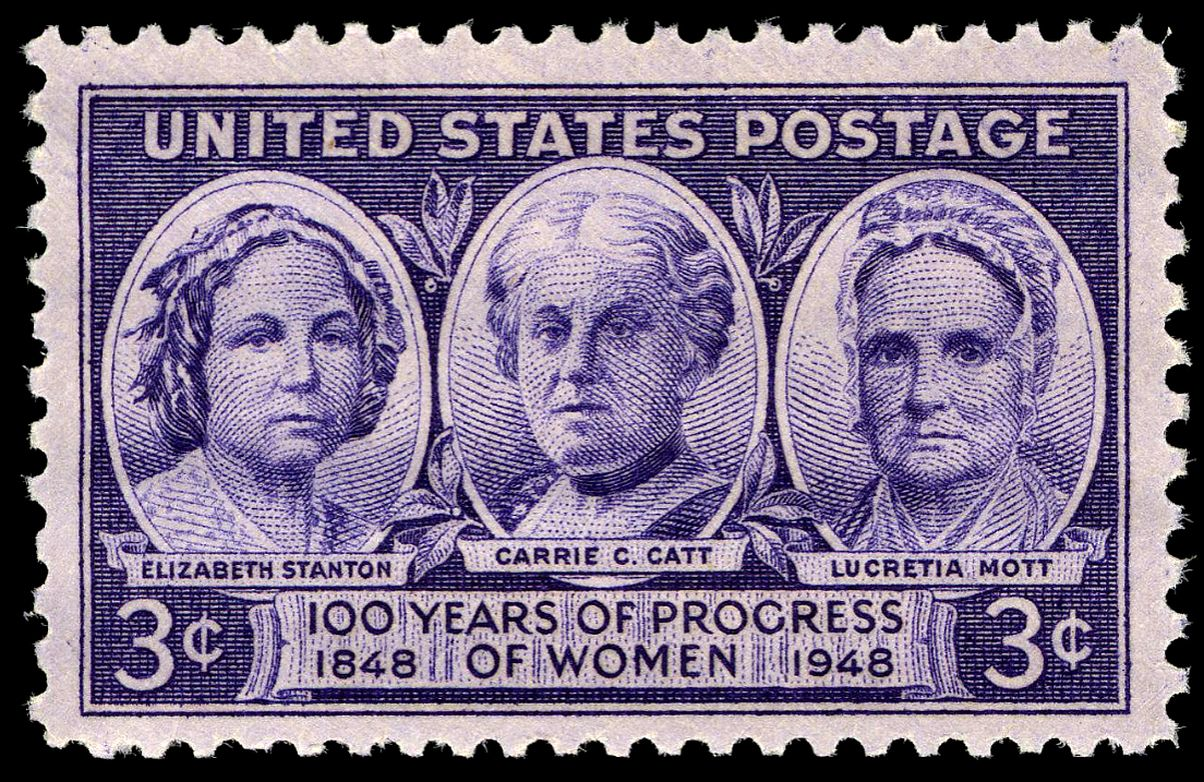
Upomínková poštovní známka ke 100. výročí shromáždění v Seneca Falls vyobrazující Elizabeth Cady Stanton, Carrie Chapman Catt a Lucretii Mott.

V roce 1948 byla v rámci oslav stého výročí shromáždění v Seneca Falls vydána pamětní známka s Elizabeth Cady Stanton, Carrie Chapman Catt a Lucretií Mott.
Národní historický park ženských práv byl založen v roce 1980 a rozkládá se na ploše 6,83 akrů (27 600 m²) v Seneca Falls a nedalekém Waterloo ve státě New York. Park se skládá ze čtyř hlavních historických objektů, včetně Wesleyanského metodistického kostela, který byl místem shromáždění v Seneca Falls, domu Elizabeth Cady Stanton a domu M'Clintockových, kde byla sepsána Deklaraci práv a postojů, rezoluce a projevy pro shromáždění v Seneca Falls. Wesleyanský metodistický kostel a dům M'Clintockových byly v roce 1980 zapsány do Národního registru historických míst.
V roce 1998 pronesla první dáma Hillary Clinton projev u příležitosti 150. výročí shromáždění v Seneca Falls.
V roce 2015 vyhlásil Bílý dům pod vedením Baracka Obamy akci #FindtheSentiments, jejímž cílem bylo najít originál Deklarace práv a postojů. Výzvu k akci převzala sociální média a několik historických míst.